# Hideaki Tomiyama
Hideaki Tomiyama (Ibaraki, Japón, 16 de noviembre de 1957) es un deportista japonés retirado especialista en lucha libre olímpica donde llegó a ser campeón olímpico en Los Ángeles 1984.

## Carrera deportiva
En los Juegos Olímpicos de 1984 celebrados en Los Ángeles ganó la medalla de oro en lucha libre olímpica de pesos de hasta 57 kg, por delante del luchador estadounidense Barry Davis (plata) y del surcoreano Kim Eui-Kon (bronce).